# Pozo Uno
Pozo Uno är en ort i Mexiko.   Den ligger i kommunen Papantla och delstaten Veracruz, i den sydöstra delen av landet, 210 km nordost om huvudstaden Mexico City. Pozo Uno ligger 139 meter över havet och antalet invånare är 108.
Terrängen runt Pozo Uno är huvudsakligen platt, men österut är den kuperad. Runt Pozo Uno är det ganska tätbefolkat, med 72 invånare per kvadratkilometer. Närmaste större samhälle är Poza Rica de Hidalgo, 12,2 km nordväst om Pozo Uno. Omgivningarna runt Pozo Uno är en mosaik av jordbruksmark och naturlig växtlighet.